# Свіжинський Михайло Миколайович
Михайло Миколайович Свіжинський (1883 — 21 листопада 1937) — український пожежник, організатор протипожежної справи у місті Миколаєві. Репресований радянською владою і розстріляний.
Закінчив 6 класів загальноосвітньої школи, в 1900 став дійсним членом Одеського добровільного пожежного товариства, в 1910 очолив пожежну службу міста Миколаєва. Під його керівництвом була проведена реконструкція пожежної частини, частина отримала перші пожежні автомобілі.
Продовжував справу під час і після громадянської війни.
На початку 1930-х був репресований та засуджений до розстрілу.

## Увічнення пам'яті
У вересні 2012 в Миколаєві, на будівлі пожежної частини, в якій працював Свіжинський, було відкрито пам'ятну дошку.